# Indigofera constricta
Indigofera constricta là một loài thực vật có hoa trong họ Đậu. Loài này được (Thwaites) Trimen miêu tả khoa học đầu tiên.